# ニキ・ヤング
ニキ・ヤング（Niki Yang）は、韓国の女優。

## 出演作品
- アドベンチャー・タイム（BMO、レディ・レイニコーン(TV版)）